# Pachypeza joda
Pachypeza joda är en skalbaggsart som beskrevs av Dillon 1945. Pachypeza joda ingår i släktet Pachypeza och familjen långhorningar. Inga underarter finns listade i Catalogue of Life.